# والي فيرنون
والي فيرنون (بالإنجليزية: Wally Vernon)‏ هو ممثل أمريكي، ولد في 27 مايو 1905 بنيويورك في الولايات المتحدة، وتوفي في 7 مارس 1970 في الولايات المتحدة بسبب حادث مرور.

## أعمال

### أفلام
- (1938) فرقة ألكسندر لموسيقى الجاز

## وصلات خارجية
- والي فيرنون على موقع IMDb (الإنجليزية)
- والي فيرنون على موقع قاعدة بيانات الفيلم (الإنجليزية)